# Issledovateley Strait
Die Issledovateley Strait (englisch, russisch Пролив Исследователей Proliw Issledowatelei, deutsch ‚Forscher-Straße‘) ist eine Meerenge vor der Küste des ostantarktischen Enderbylands. Sie verbindet die Alaschejewbucht mit der Vozrozhdenija Bay und verläuft zwischen den Myall-Inseln und Kap Gaudis.
Luftaufnahmen entstanden 1956 bei einer Kampagne der Australian National Antarctic Research Expeditions sowie 1957 bei einer sowjetischen Antarktisexpedition. Russische Wissenschaftler benannten sie. Das Antarctic Names Committee of Australia übertrug diese Benennung ins Englische.